# Janowiec-Boruty
Janowiec-Boruty, Boruty – nieoficjalna część wsi Janowiec-Jastrząbki w Polsce położona w województwie warmińsko-mazurskim, w powiecie nidzickim, w gminie Janowiec Kościelny. Leży 9 km na południowy wschód od Nidzicy i 23 km na północny wschód od Mławy.
Stanowi zabudowania na południe od Janowca-Jastrząbek, przy drodze na Janowiec Kościelny, przy rozgałęzieniu na Janowiec-Zdzięty.
Dawniej odrębna wieś w okolicy szlacheckiej Janowiec, w 1827 roku liczył 32 mieszkańców. Od 1867 w gminie Szczepkowo, od 1933 także gromada (obejmująca Janowiec-Boruty, Janowiec Jastrzębski, Janowiec-Zdzięty i Szypułki-Zagórze) w gminie Szczepkowo w powiecie mławskim w województwie warszawskim, po wojnie już jako część gromady Janowiec-Jastrząbki w gminie Szczepkowo. Od 1954 w gromadzie Janowiec Kościelny. 1 stycznia 1955 włączony do powiatu nidzickiego w woj. olsztyńskim. Od reformy 1973 w nowo utworzonej gminie Janowiec Kościelny.
W latach 1975–1998 miejscowość administracyjnie należała do województwa olsztyńskiego.
W rejonie Borut odkryto złoże gytii wapiennej zalegającej pod około 1-metrowym nadkładem utworów piaszczysto-gliniastych i humusu. Na terenie Borut, do zabytków zalicza się krzyż przydrożny z metalu i kamienia z drugiej połowy XIX wieku.